# Patrick Friedl
Patrick Friedl (* 28. August 1970 in Rothenburg ob der Tauber) ist ein deutscher Landespolitiker (Bündnis 90/Die Grünen). Seit 2018 ist er Abgeordneter im Bayerischen Landtag für den Stimmkreis Würzburg-Stadt. Innerhalb seiner Fraktion ist er Sprecher für Naturschutz und Klimaanpassung.

## Lebenslauf
Patrick Friedl wuchs als Sohn sozial-liberaler Eltern in Rothenburg ob der Tauber auf. Dort legte er 1989 am Reichsstadt-Gymnasium sein Abitur ab und leistete anschließend Zivildienst am Kreiskrankenhaus Rothenburg.
Er studierte von 1990 bis 1996 Rechtswissenschaft an den Universitäten Bayreuth und Würzburg. Nach dem Ersten Staatsexamen absolvierte er den juristischen Vorbereitungsdienst in Würzburg und Schweinfurt. 1998 legte er das Zweite Staatsexamen ab und war von 1999 bis 2002 als Rechtsanwalt tätig.
Parallel zu seiner politischen Tätigkeit absolvierte er von 2004 bis 2007 eine Ausbildung zum Familienberater bei der Deutschen Arbeitsgemeinschaft für Jugend- und Eheberatung (DAJEB). Von 2007 bis 2019 war er als Familienberater im Evangelischen Beratungszentrum Würzburg beschäftigt.
Friedl ist seit 1998 verheiratet, hat eine Tochter (* 2012) und lebt mit seiner Familie im Würzburger Stadtteil Frauenland. Er ist evangelisch.

## Politische Laufbahn
Patrick Friedl trat 1996 der Partei Bündnis 90/Die Grünen bei. Von 1997 bis 2012 sowie erneut von 2014 bis 2023 war er Mitglied im Kreisvorstand des Grünen-Stadtverbands Würzburg. Im Bezirksvorstand der Grünen Unterfranken war er von 1999 bis 2007 sowie von 2016 bis 2023 aktiv.
Seit der Kommunalwahl 2008 gehört Friedl dem Stadtrat der Stadt Würzburg an. Innerhalb der Grünen-Fraktion übernahm er ab 2014 die Funktion des stellvertretenden Fraktionsvorsitzenden, von 2020 bis 2021 den Co-Vorsitz und ist seit 2021 wieder stellvertretender Vorsitzender. Bei der Stadtratswahl 2020 erhielt er 26.807 Stimmen und wurde innerhalb der Grünenliste auf Platz drei gewählt – hinter Martin Heilig und Barbara Lehrieder, vor Sandra Vorlová.
Parallel zu seinem kommunalpolitischen Engagement war Friedl auch auf Bundesebene tätig. Von 2002 bis 2013 arbeitete er im Bundestagsbüro des Abgeordneten Hans-Josef Fell. Anschließend war er bis 2018 wissenschaftlicher Mitarbeiter im Büro von Dieter Janecek, ebenfalls Bundestagsabgeordneter der Grünen.
Bei der Landtagswahl 2013 trat Friedl erstmals als Direktkandidat im Stimmkreis Würzburg-Stadt an. Mit 16,1 Prozent der Erststimmen verpasste er den Einzug ins Parlament. Fünf Jahre später, bei der  Wahl 2018, trat er erneut an und gewann das Direktmandat mit 29,9 Prozent der Stimmen – knapp vor dem CSU-Kandidaten Oliver Jörg. Friedl war damit der einzige Grüne außerhalb Münchens, dem bei dieser Wahl ein Direktmandat gelang.
Auch 2023 bewarb er sich wieder um das Direktmandat in Würzburg-Stadt. Zwar unterlag er der CSU-Kandidatin Andrea Behr, konnte aber über Platz zwei der unterfränkischen Grünenliste erneut in den Bayerischen Landtag einziehen.
Im Landtag ist Friedl Mitglied des Ausschusses für Umwelt und Verbraucherschutz sowie der Richter-Wahl-Kommission. Seit 2023 ist er zudem im Vorstand der Landesarbeitsgemeinschaft Ökologie der bayerischen Grünen aktiv.

## Politische Positionen und Engagement
Friedls Schwerpunkte liegen in den Bereichen Klima-, Umwelt- und Naturschutz sowie in sozial- und integrationspolitischen Fragen. Seit 2018 ist er Sprecher für Naturschutz und Klimaanpassung seiner Fraktion.
Er gründete 2010 die Asylgruppe „PG Asyl“ und 2016 das Aktionsbündnis „Grüner Platz am Theater“, das einen Bürgerentscheid mit über 70 % Zustimmung gewann. 2015 klagte er erfolgreich gegen die 10H-Regelung vor dem Bayerischen Verfassungsgerichtshof.
Er ist Initiator des Volksbegehrens „Klimaschutz in die Verfassung“, Gründungsmitglied der Klima-Allianz Würzburg, engagiert im Bund Naturschutz sowie im Freundeskreis für Flüchtlinge Unterfranken.